# Live Fast, Diarrhea
Live Fast, Diarrhea è il quarto album studio della band The Vandals. È anche il primo pubblicato con la casa discografica Nitro Records, di proprietà di Dexter Holland e Greg Kriesel, rispettivamente cantante e bassista dei The Offspring.
L'album è inoltre il primo prodotto dal chitarrista degli stessi Vandals Warren Fitzgerald, che continuerà a produrre la gran parte degli album della band ed è anche il primo in cui compare il batterista Brooks Wackerman, spesso sostituto di Josh Freese visti i numerosi impegni di quest'ultimo con band come Guns N' Roses e A Perfect Circle.
Il disco ebbe un discreto successo, tanto che il brano omonimo Live Fast, Diarrhea compare in una puntata della famosa serie televisiva X-Files. Inoltre, come accade spesso nelle produzioni della band, contiene due cover.

## Tracce
Tutti i brani della band eccetto quelli indicati.
1. Let the Bad Times Roll
2. Take it Back
3. And Now We Dance
4. I Have a Date (Simpletones)
5. Supercalifragilistichespiralidoso (Robert & Richard Sherman, tratto dal film Disney Mary Poppins)
6. Power Mustache
7. N.I.M.B.Y.
8. Ape Shall Never Kill Ape
9. Live Fast, Diarrhea
10. Happy Birthday to Me
11. Change My Pants (I Don't Wanna)
12. Get in Line
13. Johnny Twobags
14. Kick Me
15. Soup of the Day

## Formazione
- Dave Quackenbush - voce
- Warren Fitzgerald - chitarra, voce
- Joe Escalante - basso, voce
- Josh Freese - batteria
- Brooks Wackerman - voce